# Xuất bản 3D
Xuất bản 3D liên quan đến việc sản xuất và phân phối nội dung cho máy in 3D. Xuất bản 3D hứa hẹn một ngành công nghiệp cho việc tạo ra và phân phối các tập tin để sản xuất các đối tượng 3D.
Bất kỳ cá nhân hoặc tổ chức nào tạo tệp cho máy in 3D đều có thể được coi là nhà xuất bản 3D. Với sự ra đời của phần mềm chuyên dụng, máy quét và công cụ dựa trên đám mây, quyền truy cập vào xuất bản 3D đang lan truyền nhanh chóng. Việc phát triển các công cụ trực tuyến để tạo thuận lợi và kiếm tiền từ việc xuất bản đang biến một ngành công nghiệp mới thành hiện thực. Ranh giới giữa các chuỗi giá trị đang biến mất, dẫn đến các mô hình kinh doanh mới. Trong khi xuất bản 3D và nhà xuất bản 3D là một khái niệm khá mới, rất nhiều sự phát triển đang diễn ra trong không gian này cùng với sự phát triển nhanh chóng của phần cứng và phần mềm in 3D.

## Mô hình kinh doanh
Phân phối miễn phí. Bất cứ ai cũng có thể tải các mô hình 3D lên một trang web và bất kỳ ai cũng có thể tải xuống mô hình và in 3D miễn phí tại nhà. Ví dụ: Thingiverse, Pinshape, Youmagine, MyMiniFactory, Clara.io, Threeding.
Cửa hàng. Dịch vụ cửa hàng cho phép bất kỳ ai mở cửa hàng và tải lên mô hình 3D của họ. Khách hàng trả tiền để có được mô hình 3D được in qua dịch vụ in 3D của các công ty này. Các nhà thiết kế của các mô hình 3D được chọn sẽ nhận được một khoản phí. Ví dụ: Shapeways, Ponoko, i.materialise, Sculpteo, MyMiniFactory, Threeding.
Phân phối trả tiền. Nhà thiết kế có thể tải lên thiết kế và thu phí từ việc tải xuống mô hình. Ví dụ: Pinshape.
Hybrid. Trong một mô hình lai, nhà thiết kế hoặc công ty có thể sử dụng bất kỳ dịch vụ nào ở trên và/hoặc phòng in 3D cục bộ để tạo ra các bản in cho các mô hình đặt hàng.

## Hệ sinh thái
Có nhiều chiến lược nội dung 3D đang được phát triển như một phần của ngành công nghiệp in 3D đang phát triển. Các công ty không phải là chuyên gia in 3D đang bước vào lĩnh vực này. Đây có thể là những công ty có nội dung và thương hiệu hiện tại có thể được phân phối dưới dạng mô hình 3D. Các công ty này cần các công cụ cho phép phân phối nội dung an toàn và hiệu quả. Nhân viên sẽ được yêu cầu có thể tạo, chọn, chỉnh sửa và tiếp thị nội dung 3D như một phần của chiến lược của công ty. Trong tương lai gần, các công ty như IKEA có thể cung cấp một cơ sở dữ liệu với các phụ kiện mà khách hàng có thể thanh toán, tải xuống và in 3D và sử dụng nó trên bảng IKEA của họ.
Một hội nghị về xuất bản 3D được tổ chức lần đầu tiên tại Hà Lan vào tháng 3 năm 2013.

## Công cụ phần mềm
Để tạo ra các mô hình 3D, người ta cần các công cụ phần mềm 3D. Có rất nhiều công cụ có sẵn từ các công cụ rất đơn giản trên máy tính bảng đến các công cụ kỹ thuật rất tinh vi.

## Các ví dụ
Hasbro, thương hiệu đằng sau My Little Pony và Transformers đã tham gia với 3D Systems cho một dự án in 3D mới. Trẻ em sẽ có thể in 3D đồ chơi của riêng mình.
Một cuốn sách có tên LEO the Maker Prince, đó là cuốn sách đầu tiên của trẻ em về in 3D. Cuốn sách đã được thực hiện để cung cấp cho trẻ nhỏ một cơ hội để tham gia với cách thức mới này để sản xuất các đối tượng.
Cửa hàng đồ chơi kỹ thuật số Trobok đã mở trang web của họ bằng những đồ chơi được thiết kế riêng với những cái tên lạ mắt như SPIKE, Gấu thế kỷ 21, Pig Corp! và SCOUT. Khách hàng phải trả tiền cho thiết kế, hơn là tải xuống và in 3D ở nhà.
Amazon đã mở một cửa hàng in 3D để bán mô hình in 3D. Nhà thiết kế có thể sử dụng cửa hàng để bán các mẫu in.